# Жукровский, Войцех
Войцех Жукровский (пол. Wojciech Żukrowski; 13 апреля 1916 — 26 августа 2000) — польский писатель, прозаик и сценарист; также работал журналистом.

## Жизнеописание
Войцех Жукровский родился в Кракове. Дебютировал в 1934 году в варшавском еженедельнике для молодёжи «Kuźnia Młodych» (Кузница Молодых). В 1937 года он поступил в Ягеллонский университет, однако вскоре разразилась война, и он был призван в армию. После Второй мировой войны окончил факультет полонистики во Вроцлавском университете. В 1945—1947 годах — офицер Войска Польского, командир специальной воинской части в распоряжении катовицкого воеводы (4-й самостоятельный автомобильный батальон). Был корреспондентом во Вьетнаме, Лаосе и Китае, работником польского посольства в Индии. Деятель Польского комитета защиты мира и польской секции Пен-клуба. Председатель польской секции Международного совета по детской книге — IBBY (1982—1988). Председатель Общества польско-советской дружбы (1983—1989). Председатель Союза польских писателей (1986—1989). Член Совета охраны памяти борьбы и мученичества (1988—1990). Депутат Сейма ПНР 6—9 созывов (1972—1989). Похоронен на кладбище «Воинское Повонзки» в Варшаве.
Наиболее важные произведения Жукровского — повести, по которым были созданы фильмы: «Лётна» (Lotna), «Крещённые огнём» (Skąpani w ogniu), «Запах собачьей шерсти» (Zapach psiej sierści), «Каменные скрижали» (Kamienne tablice), «Похищение в Тютюрлистане» (Porwanie w Tiutiurlistanie).

## Признание
- 1953 — Государственная премия ПНР 3-й степени.
- 1953 — Кавалер ордена Возрождения Польши.
- 1954 — Офицер ордена Возрождения Польши.
- 1955 — Орден «Знамя Труда» 2-й степени.
- 1964 — Орден «Знамя Труда» 1-й степени.
- 1985 — Награда Министерства национальной обороны ПНР.
- 1961 — Литературная награда Министерства национальной обороны ПНР 2-й степени.
- 1969 — Награда Министра культуры и искусства ПНР 1-й степени.
- 1974 — Орден Улыбки.
- 1976 — Орден Строителей Народной Польши.
- 1978 — Государственная премия ПНР 1-й степени.
- 1978 — Заслуженный деятель культуры Польши.
- 1987 — Орден Дружбы народов (20 апреля 1987 года, СССР) — за вклад в дело укрепления дружбы и сотрудничества с Советским Союзом[1].
- 1988 — Специальная награда Министерства национальной обороны ПНР.
- 1996 — Премия имени Владислава Реймонта.